# Kercaszomor, Vas
Kercaszomor  este un sat în districtul Körmend, județul Vas, Ungaria, având o populație de 211 locuitori (2011). 

## Demografie
Componența etnică a satului Kercaszomor
     Maghiari (98,4%)
     Necunoscut (1,6%)
     Alții (1,6%)
Componența confesională a satului Kercaszomor
     Reformați (45,02%)
     Romano-catolici (27,01%)
     Luterani (4,74%)
     Fără religie (3,32%)
     Necunoscută (19,91%)
Conform recensământului din 2011, satul Kercaszomor avea 211 locuitori. Din punct de vedere etnic, majoritatea locuitorilor (98,4%) erau maghiari. Apartenența etnică nu este cunoscută în cazul a 1,6% din locuitori. Nu există o religie majoritară, locuitorii fiind reformați (45,02%), romano-catolici (27,01%), luterani (4,74%) și persoane fără religie (3,32%). Pentru 19,91% din locuitori nu este cunoscută apartenența confesională.